# Veolia Wasser
Veolia Wasser GmbH mit Sitz in Berlin ist die deutsche Tochter des Teilkonzerns Veolia Water, über die der globale Veolia-Environnement-Konzern seine Aktivitäten in Deutschland betreibt. Anfang 2015 wurde die Veolia Wasser GmbH umfirmiert zu Veolia Deutschland GmbH.
Seit Anfang 2019 gibt es die Veolia Wasser Deutschland, nachdem eine der Tochtergesellschaften umbenannt worden war.

## Deutschland
Neben den Wassergeschäft ist das Unternehmen über seine Beteiligung bei Stadtwerken auch in den Bereichen der Strom- und Gasversorgung und Fernwärme tätig. Die deutschen Aktivitäten bestehen überwiegend aus den Braunschweiger Stadtwerken BS Energy und der Leipziger OEWA Wasser und Abwasser GmbH. Eine Minderheitsbeteiligung an den Berliner Wasserbetrieben wurde wieder verkauft.

### BS Energy
An den Braunschweiger Stadtwerken BS Energy (offizieller Name: Braunschweiger Versorgungs-AG & Co. KG) hält Veolia 74,9 % der Geschäftsanteile. Im Dezember 2005 übernahm Veolia 100 % der Geschäftsanteile der Stadtentwässerung Braunschweig GmbH (SE-BS) und übertrug sie im Februar 2006 an BS Energy. Die SE-BS betreibt das Kanalnetz der Stadt Braunschweig und ist für Neuinvestitionen in das Kanalnetz verantwortlich. Über den Abwasserverband Braunschweig entsorgt die SE-BS das Abwasser von 280.000 Einwohnern.

### OEWA Wasser und Abwasser
Anfang 2019 wurde die OEWA umbenannt in Veolia Wasser Deutschland.
Das operative Wassergeschäft außerhalb Berlins wird über die 100%ige Tochtergesellschaft OEWA Wasser und Abwasser GmbH mit Sitz in Leipzig abgewickelt. Die OEWA ist als Betriebsführer und Betreiber in der kommunalen Wasserversorgung und Abwasserentsorgung tätig und bietet Dienstleistungen für den industriellen Bedarf sowie für private Haushalte an. Über die OEWA werden auch die Beteiligungen an der MIDEWA Wasserversorgungsgesellschaft in Mitteldeutschland mbH, Stadtwerke Görlitz AG, Stadtwerke Weißwasser GmbH, OTWA Ostthüringer Wasser und Abwasser GmbH und MHWA Mittelhessische Wasser und Abwasser GmbH gehalten.
Als weitere Beteiligungen hält Veolia Wasser 85 % an der aqua consult Ingenieur, Hannover und 50 % an der Citélum Deutschland, die für Kommunen Straßenbeleuchtungen betreibt.

### Ehemalige Beteiligung an den Berliner Wasserbetrieben
An den Berliner Wasserbetrieben (BWB), dem größten Wasserwirtschaftsunternehmen in Deutschland, hielt Veolia Wasser bis 2012 gemeinsam mit RWE eine Beteiligung in Höhe von 49,9 %. Nach dem Ausstieg von RWE im April 2012 wurde der verbleibende Anteil von Veolia (24,9 %) zurück an das Land Berlin veräußert.

## Österreich
Am 31. August 2006 erfolgte die Gründung des Gemeinschaftsunternehmens AQUAssist Wasser Service GmbH durch die Stadtwerke Klagenfurt Aktiengesellschaft, die Veolia Wasser GmbH (45 %-Beteiligung) und der, zu 75 % im Besitz der Veolia stehenden, aqua consult Ingenieur (6 %-Beteiligung). In einem ersten Schritt übernahm das Unternehmen „Dienstleistungen rund um das Wasser, wie Reparatur, Wartung, Neuverlegung des Leitungsnetzes“ der Kärntner Gemeinde Maria Rain. Ein Jahr später beteiligte sich das Unternehmen AQUAssist an einem zweistufigen EU-weiten Ausschreibungsverfahren für den Betrieb des Wassernetzes der Klagenfurter Stadtwerke. Nachdem dieses Ausschreibungsverfahren ohne Vergabe aufgehoben wurde und der Netzbetrieb bei den Klagenfurter Stadtwerken verblieb, wurde die AQUAssist Wasser Service GmbH 2010 von den Gesellschaftern liquidiert.

## Sonstiges
Die Veolia Water Technologies Deutschland GmbH mit Sitz in Celle ist ein Schwesterunternehmen von Veolia Wasser. Diese Tochterunternehmung von Veolia Water ist unabhängig von Veolia Wasser als Anlagenbauer und Anbieter technischer Lösungen zur Wasseraufbereitung in Deutschland, der Schweiz und Österreich aktiv.